# Mellicta segusiana
Mellicta segusiana är en fjärilsart som beskrevs av Rocci 1932. Mellicta segusiana ingår i släktet Mellicta och familjen praktfjärilar. Inga underarter finns listade i Catalogue of Life.